# Tarnòs
Tarnòs (en francès Tarnos) és un municipi francès situat al departament de les Landes i a la regió de la Nova Aquitània.

## Demografia
| 1962                                       | 1968  | 1975  | 1982  | 1990  | 1999   | 2007   |
| ------------------------------------------ | ----- | ----- | ----- | ----- | ------ | ------ |
| 4.813                                      | 5.054 | 6.959 | 8.219 | 9.099 | 10.073 | 11.154 |
| Des de 1962: població sense dobles comptes |       |       |       |       |        |        |

## Administració
| Període     | Identitat             | Partit               | Qualitat                      |  |
| ----------- | --------------------- | -------------------- | ----------------------------- |  |
| - 1816      | Joseph Destremaut     |                      |                               |  |
| 1816        | Charles Lalanne       |                      |                               |  |
| 1816 - 1818 | Pierre Castillon      |                      |                               |  |
| 1818 - 1823 | Bernard Duboscq       |                      |                               |  |
| 1823 - 1828 | Joseph Mege           |                      |                               |  |
| 1828 - 1840 | Salvat Lalanne        |                      |                               |  |
| 1840 - 1844 | Paul Adoue            |                      |                               |  |
| 1844 - 1857 | Pierre Lacouture      |                      |                               |  |
| 1857 - 1870 | Jean Séverin-Rouy     |                      |                               |  |
| 1870 - 1871 | Joseph Bernettes      |                      |                               |  |
| 1871 - 1878 | Charles de Lalande    |                      |                               |  |
| 1878 - 1904 | Jean-Baptiste Devert  |                      |                               |  |
| 1904 - 1919 | Maurice Labrouche     |                      |                               |  |
| 1919 - 1920 | François Graciet      |                      |                               |  |
| 1920        | Pierre Dufourcet      |                      |                               |  |
| 1920 - 1920 | Adolphe Pomade        |                      |                               |  |
| 1920 - 1923 | Pierre Dufourcet      |                      |                               |  |
| 1923 - 1923 | Jean-Baptiste Sanglan | PCF                  |                               |  |
| 1923 - 1925 | Alexandre Pereyre     | PCF                  |                               |  |
| 1925 - 1930 | Jean Bebé             | PCF                  |                               |  |
| 1930 - 1930 | Joseph Biarrotte      | PCF                  |                               |  |
| 1930 - 1935 | Charles Durroty       | PCF                  |                               |  |
| 1935- 1939  | Joseph Biarrotte      | PCF                  |                               |  |
| 1939 - 1944 | Maurice Daugareil     | Nomenat pel prefecte |                               |  |
| 1944 - 1947 | Albert Castets        | PCF                  |                               |  |
| 1947 - 1971 | Joseph Biarrotte      | PCF                  |                               |  |
| 1971 - 1991 | André Maye            | PCF                  | Conseller general (1970-1988) |  |
| 1991 - 2004 | Pierrette Fontenas    | PCF                  | Conseller general (1988-2008) |  |
| 2004 -      | Jean-Marc Lespade     | PCF                  |                               |  |

## Agermanaments
- Serpa